# Хорошилово (Луганская область)
Хорошилово (укр. Хорошилове) — село в Краснодонском районе Луганской области Украины. Де факто — с 2014 года населённый пункт контролируется самопровозглашённой Луганской Народной Республикой.
Входит в Пархоменковский сельский совет.

## География
Село расположено в бассейне (правобережье) Северского Донца, по руслу которого к северу от населённого пункта проходит граница между Украиной и Россией. Соседние населённые пункты: сёла Пархоменко, Новокиевка, Хрящевка на западе, Огульчанск на юго-западе, Ивановка на юге, Давыдо-Никольское на юго-востоке, Кружиловка на востоке.

## Население
Население по переписи 2001 года составляло 31 человек.

## Общие сведения
Почтовый индекс — 94451. Телефонный код — 6435. Занимает площадь 0,501 км². Код КОАТУУ — 4421486607.

## Местный совет
94450, Луганская обл., Краснодонский р-н, с. Пархоменко, ул. Ленина, 12а; тел. 99-2-34